# 존 레이
존 레이(John Wray, 1887년 2월 13일 ~ 1940년 4월 5일)는 미국의 배우, 연극 배우, 영화배우이다.
필라델피아에서 태어났으며 로스앤젤레스에서 사망하였다. 사인은 질병이다.

## 영화
- 릴로 & 스티치 - 시리즈 (2003년)
- 로빈슨 가족 (1940년)
- 어메이징 미스터 윌리엄스 (1939년)
- 북해의 남아 (1938년)
- 더 우먼 멘 메리 (1937년)
- 푸어 리틀 리치 걸 (1936년)
- 발리언트 이즈 더 워드 포 캐리 (1936년)
- 천금을 마다한 사나이 (1936년)
- 캡틴 헤이트 더 씨 (1934년)
- 하이 프레셔 (1932년) - 지미 무어 역
- 나는 탈옥수 (1932년)
- 세이프 인 헬 (1931년)
- 서부 전선 이상 없다 (1930년)
- 뉴욕 나이츠 (1929년)